# WM Motor

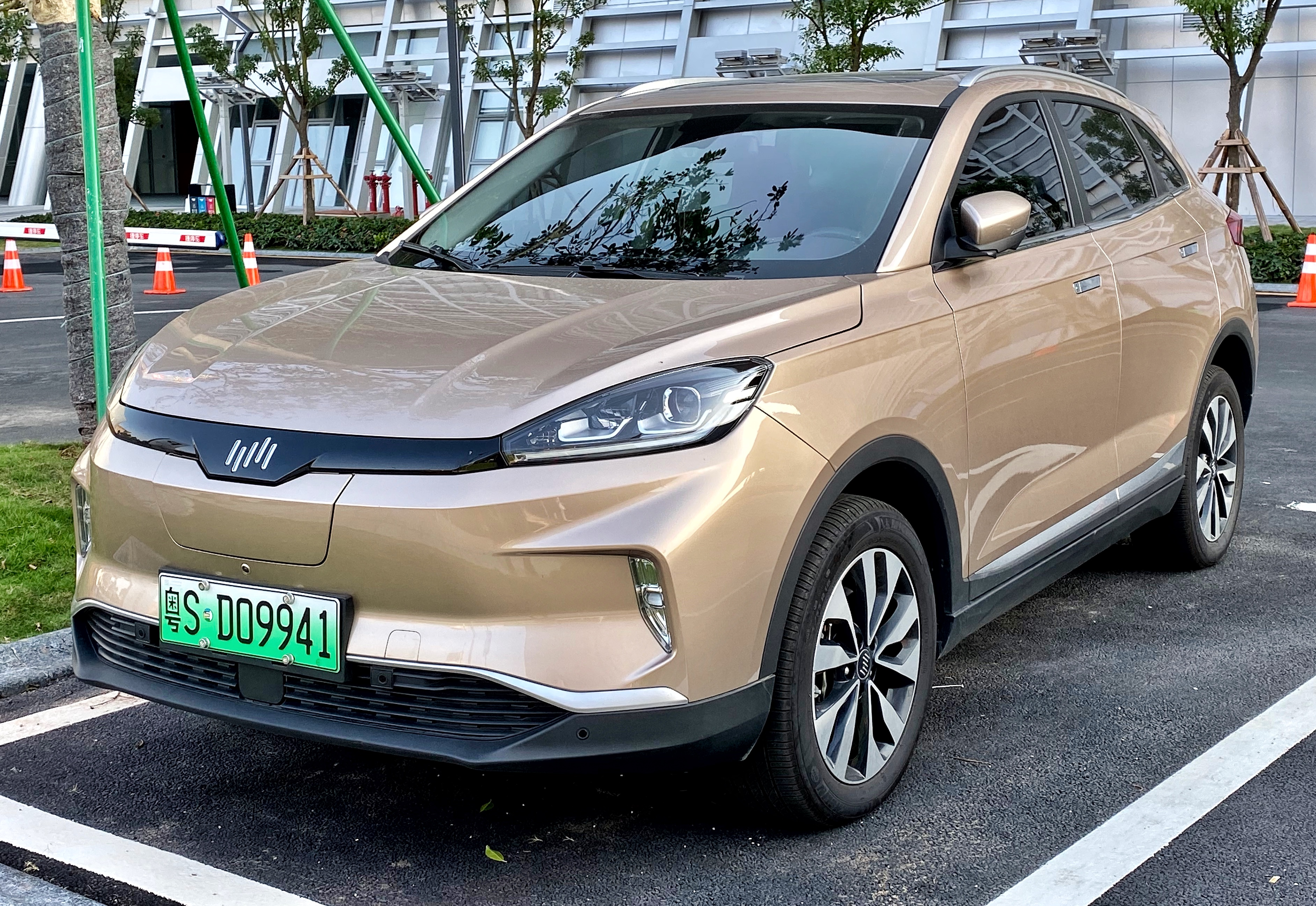
Weltmeister EX5 (2018)

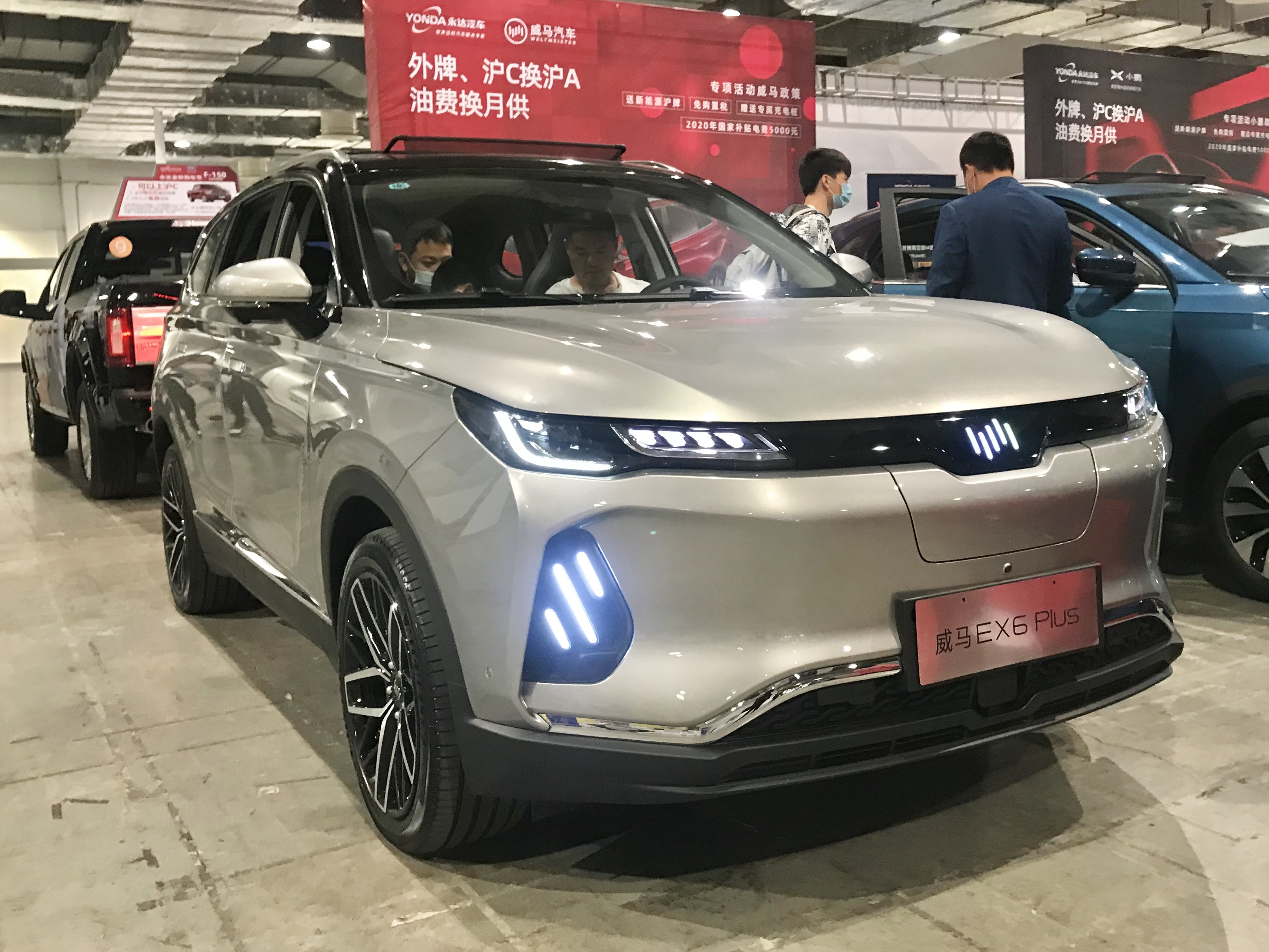
Weltmeister EX6 (2020)

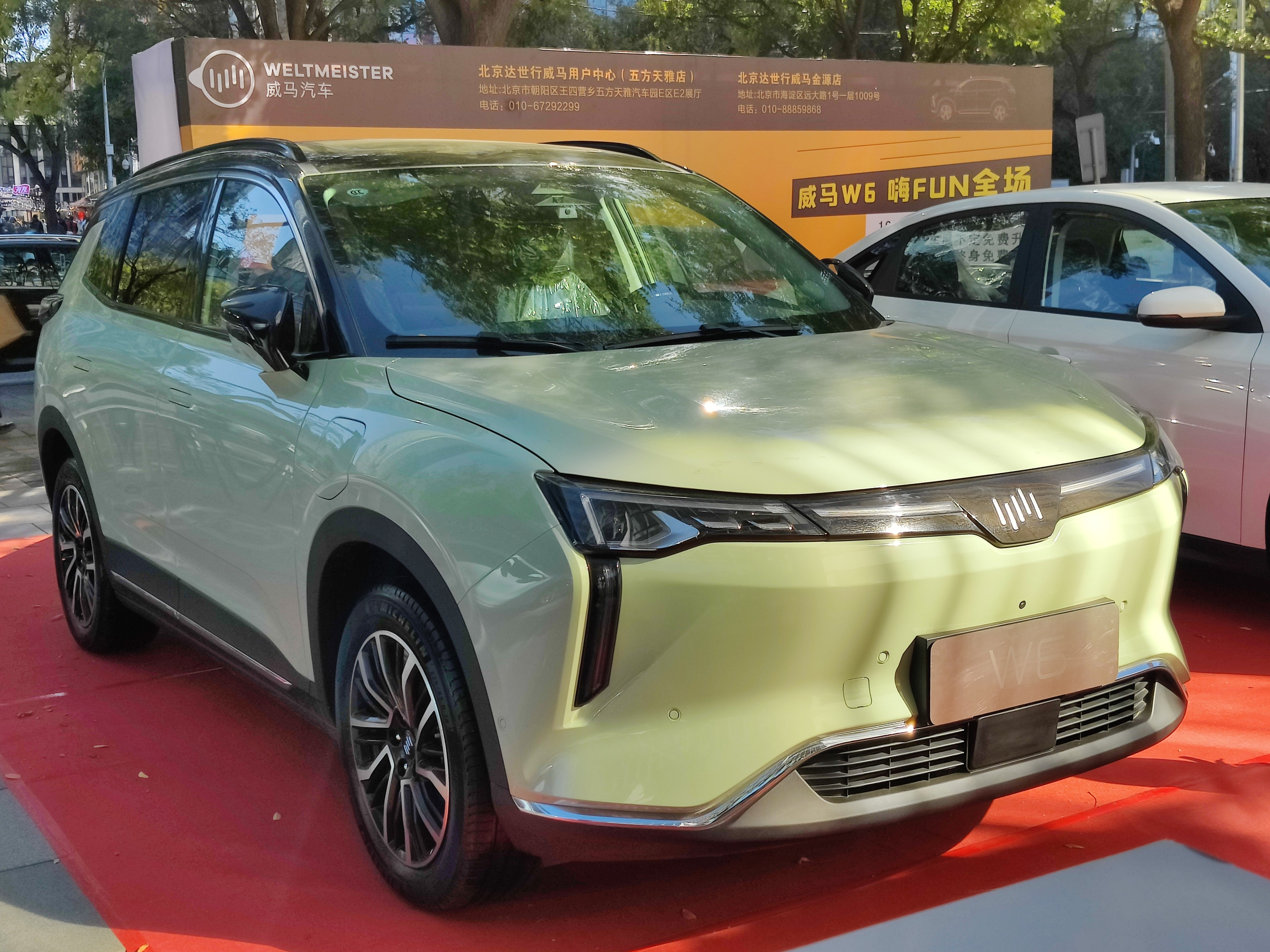
Weltmeister W6 (2021)

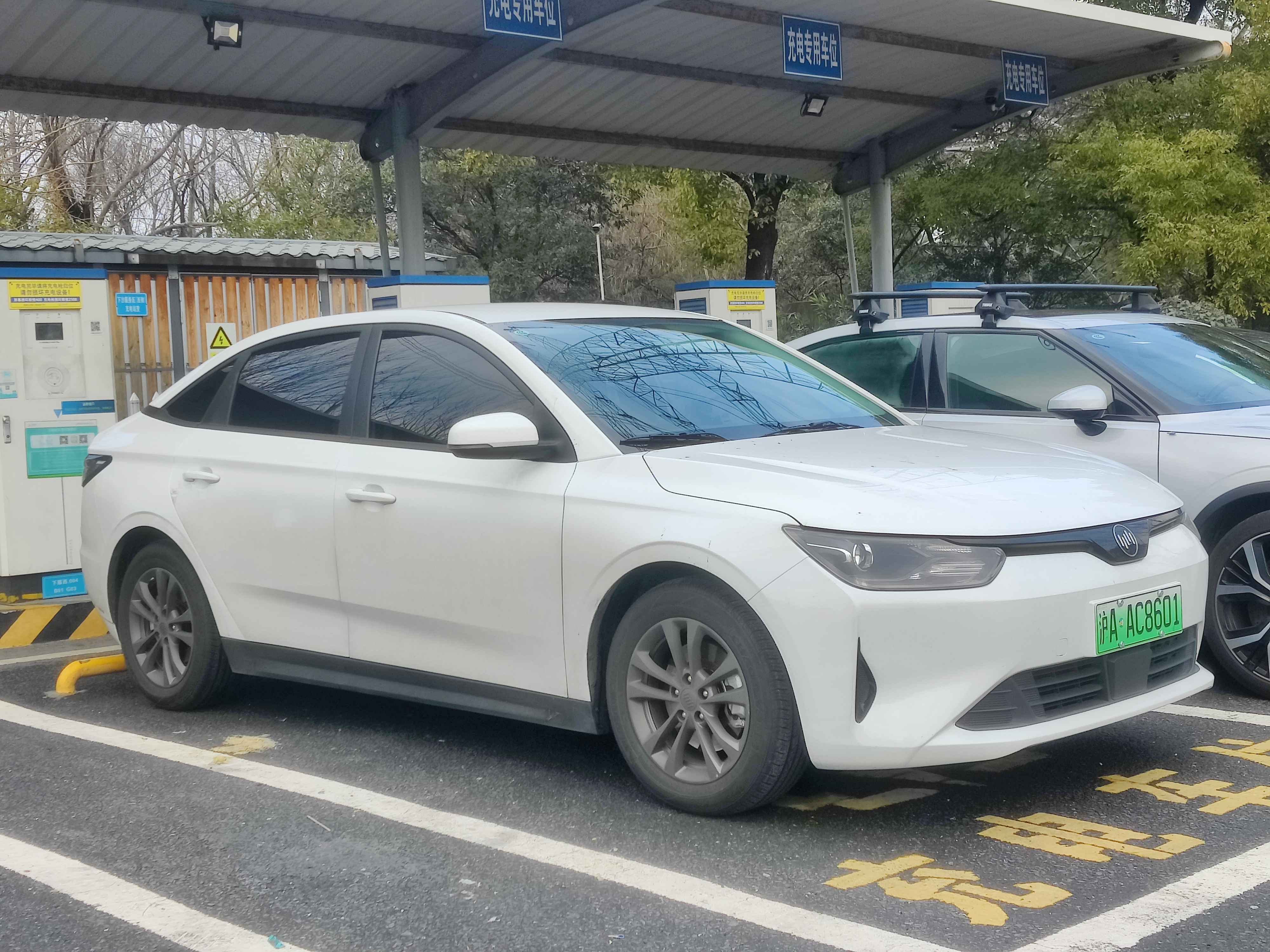
Weltmeister E5 (2021)

WM Motor (chiń. upr. 威马汽车) – dawny chiński producent elektrycznych SUV-ów i samochodów osobowych z siedzibą w Szanghaju działający 2015–2023. Oferował pojazdy pod marką Weltmeister.

## Historia

### Początki
W styczniu 2015 roku Freeman Shen, były menadżer Geely Automobile, a także były prezes chińskiego oddziału Volvo, założył startup WM Motor Technology. Za cel obrał on wdrożenie do sprzedaży samodzielnie skonstruowanych samochodów elektrycznych konkurencyjnych wobec podobnych, krótko istniejących chińskich startupów pracujących nad pojazdami o nowych źródłach napędu. Wśród inwestorów startupu znaleźli się chińscy giganci technologiczni jak Baidu czy Tencent. W listopadzie 2016 roku WM Motor rozpoczęto produkcję pierwszego zakładu produkcyjnego w mieście Wenzhou w prowincji Zhejiang, z kolei w styczniu 2018 roku, jeszcze przed premierą pierwszego pojazdu, chińskie przedsiębiorstwo rozpoczęło budowę drugiej fabryki w mieście Huanggang w prowincji Hubei.

### Marka Weltmeister
Oficjalna premiera pierwszego samochodu, wraz z ogłoszeniem marki Weltmeister, pod którymi będą oferowane produkty WM Motor, odbyła się w maju 2018 roku. Model EX5 przyjął postać SUV-a z napędem elektrycznym, trafiając do produkcji i sprzedaży na wewnętrznym rynku chińskim z końcem 2018 roku. W maju 2019 roku podczas Shanghai Auto Show producent przedstawił studyjną zapowiedź kolejnego, sztandarowego modelu pod postacią Evolve Concept, a także drugi, tym razem seryjny model – większego od EX5 elektrycznego SUV-a EX6.
Wiosną 2021 roku Weltmeister rozpoczął kolejny etap rozbudowy oferty. Gamam odelowa została wzbogacona o średniej wielkości SUV-a W6, a ponadto – WM Motor zapowiedziało także plany rozpoczęcia produkcji klasycznych pojazdów osobowych. Po prototypie Maven zaprezentowano produkcyjnego sedana o nazwie E5. W listopadzie 2021 ofertę rozbudował kolejny klasyczny sedan w postaci modelu M7.

### Upadłość
W drugiej połowie 2022 roku WM Motors znalazło się w złej sytuacji finansowej, którą wywołało rosnące zadłużenie i straty odnotowywane pomimo prób powiększenia sprzedaży oraz portfolio produktowego. W rezultacie, firma nie była w stanie wdrożyć do sprzedaży flagowego modelu M7, a ponadto - zakończyła produkcję wszystkich swoich dotychczasowych modeli z końcem 2022 roku, przeprowadziła zwolnienia kadry pracowniczej i zamknęła większość punktów sprzedaży. W kolejnym roku prezes WM Motor podjął się poszukiwań nowych źródeł finansowania, a także wdrożył plan oszczędnościowy. Działania te nie przyniosły skutku, w rezultacie czego w połowie października 2023 WM Motor ogłosiło upadłość. Freeman Shen wskazał, że czynnikami uniemożliwiającymi pozostanie firmy na rynku były gospodarcze skutki pandemii COVID-19, stagnacja rynku kapitałowego i wzrost cen surowców. Upadłość firmy doprowadziła do radykalnych utrudnień dla dotychczasowych właścicieli Weltmeisterów. Dzień po akceptacji wniosku o upadłośc przez szanghajski sąd, kierowcy utracili dostęp do aplikacji mobilnej WM Motor, przestała działań strona internetowa, a także zaniknął kontakt z centrum wsparcia pozostawiając pod znakiem zapytania wsparcie posprzedażowe i serwisowe.
W styczniu 2024 roku spółka WM Motor poinformowała, że sąd orzekł o przyjęciu wniosku spółki z okresu przedrestrukturyzacyjnego do reorganizacyjnego.

## Modele samochodów

### Historyczne
- M7 (2021)
- EX5 (2018–2022)
- EX6 (2020–2022)
- E5 (2021–2022)
- W6 (2021–2022)

### Studyjne
- Weltmeister Evolve Concept (2019)
- Weltmeister Maven Concept (2021)
- Weltmeistar Champion (2021)